# Éjaculation faciale

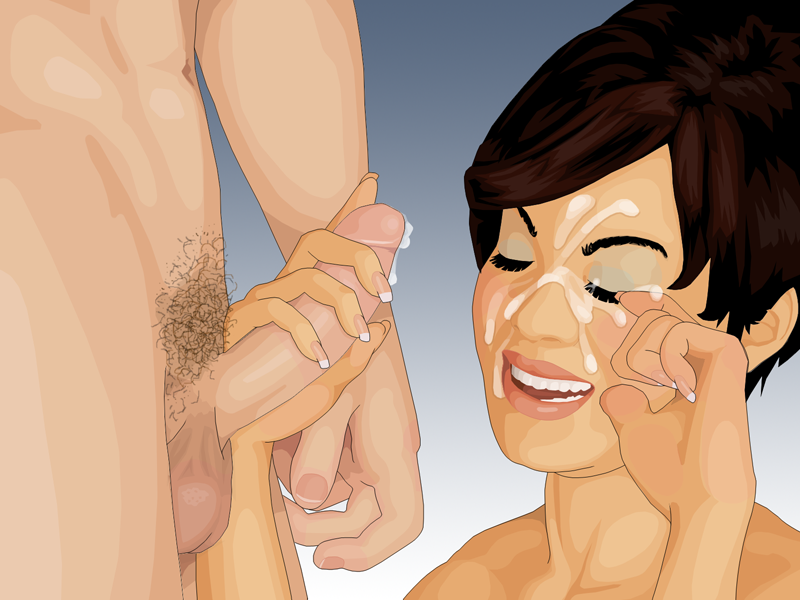
Illustration d'un homme éjaculant sur le visage d'une femme qui le masturbe.

L'éjaculation faciale est une pratique sexuelle qui consiste à expulser son sperme sur le visage d'une autre personne.
Elle a été popularisée dans les films pornographiques, qui l'utilisent comme conclusion de nombreuses scènes, tout comme d'autres types d'éjaculations corporelles : par exemple sur les seins ou les fesses.
Pratiquée en groupe, elle est fréquente au Japon sous le nom de bukkake.

## Historique

### Un exemple littéraire:La Philosophie dans le boudoir

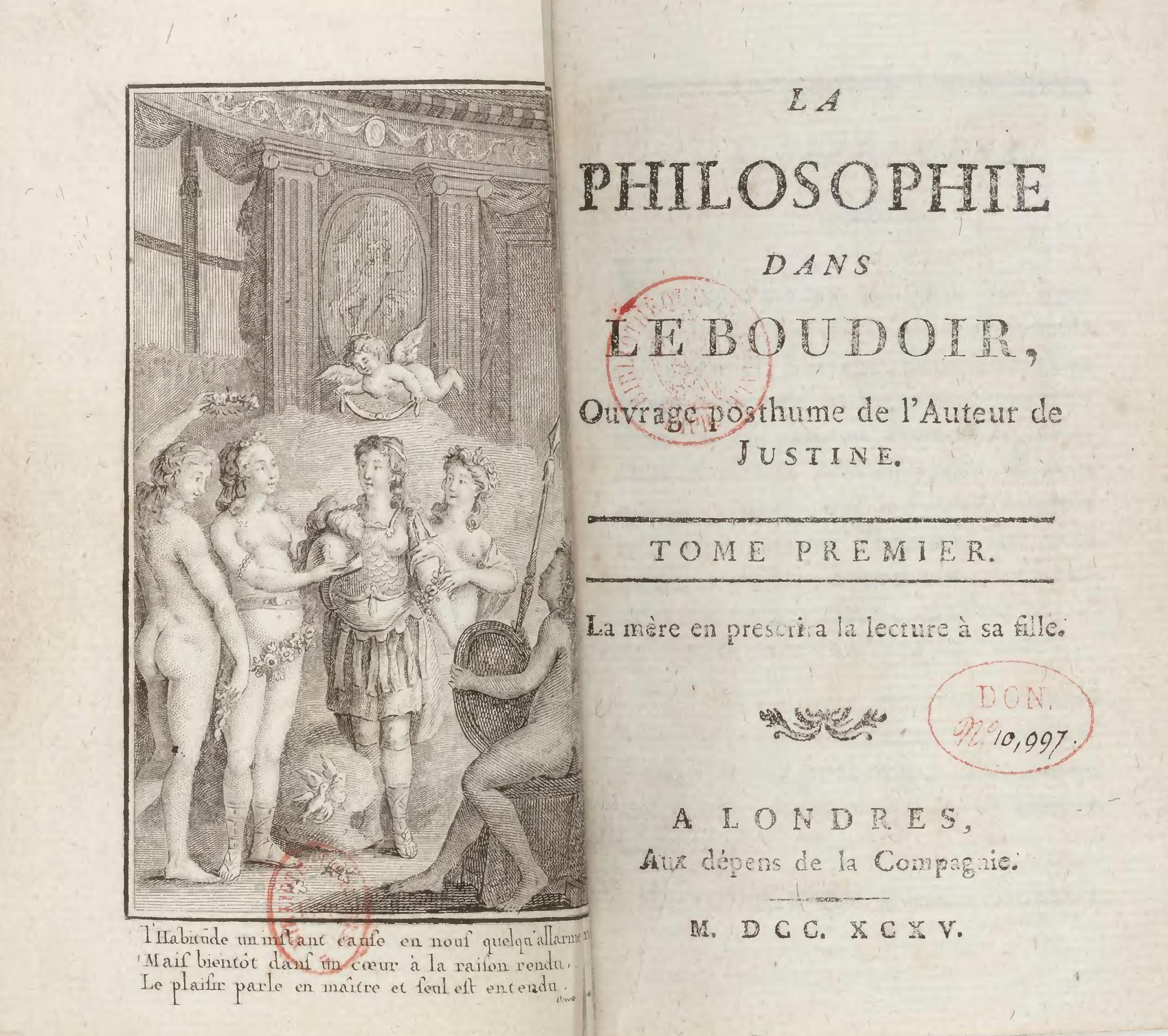
La Philosophie dans le boudoir dans lequel le marquis de Sade décrit une éjaculation faciale.

Bien avant l'apparition du cinéma, cette pratique est déjà décrite dans certaines œuvres littéraires pornographiques. C'est notamment le cas dans La Philosophie dans le boudoir du marquis de Sade, dialogue à la fois philosophique et érotique publié en 1795 mais rédigé à une date bien antérieure (probablement entre 1782 et 1789). 
Cette œuvre met en scène trois libertins, deux hommes et une femme, qui entreprennent au cours de sept dialogues successifs « l'éducation sexuelle » d'une jeune fille de quinze ans, Eugénie, qu'ils initient en fait à l'impiété ainsi qu'au libertinage des mœurs. 
Au début du quatrième dialogue, après lui avoir décrit le fonctionnement des organes génitaux et lui avoir donné un aperçu de plusieurs pratiques érotiques, les deux hommes, Dolmancé et le chevalier de Mirvel, décident de la faire assister en direct à une éjaculation, afin qu'elle en saisisse bien le mécanisme. Pour cela, ils se placent en face d'elle ; Dolmancé masturbe le chevalier de Mirvel et, lorsque ce dernier est sur le point d'éjaculer, il braque son pénis sur le visage d'Eugénie qui se retrouve inondée de sperme.

## Au Japon: le bukkake
L'éjaculation faciale est appelée « bukkake » lorsqu'elle est réalisée par plusieurs hommes simultanément et qu'elle n'est pas suivie de l'ingestion du sperme de ceux-ci ; si elle l'est, elle est nommée « gokkun ». 
Il s'agit d'une spécialité japonaise qui fait recette dans le milieu pornographique. Certaines productions (telles que COHF, pour Cum on her/his face) se sont même spécialisées dans la production de films uniquement consacrés au bukkake. 
Des acteurs de films pornographiques sont notoirement reconnus pour le volume de leurs éjaculations, comme Peter North, alors que, sur internet, il est possible de trouver des sites d'amateurs revendiquant un goût prononcé pour l'éjaculation faciale (par exemple Heather Brooke).

## Risques pour la santé

### Transmission de maladie
Certaines activités sexuelles impliquant les liquides biologiques d'un autre individu peut contenir un risque de transmission d'infections sexuellement transmissibles. Le sperme est en lui-même généralement inoffensif sur la peau ou lorsqu'il est avalé. Cependant, le sperme peut être la cause d'infections sexuellement transmissibles telles que le sida ou l'hépatite. Durant cette activité, le partenaire éjaculateur n'est pas exposé à un risque d’IST. Pour le partenaire qui reçoit l'éjaculation, le risque est plus élevé. Il est possible que le sperme entre par inadvertance en contact avec une peau sèche ou muqueuses sensibles (yeux, lèvres, bouches) et augmente les risques de développer une IST.

### Réactions allergiques
Lors de rares cas, des individus font l'expérience de réactions allergiques aux fluides biologiques. Les symptômes perçus incluent démangeaisons, rougeurs, gonflement ou ampoule 30 minutes après le contact. Elles peuvent également inclure de l'urticaire et des difficultés à respirer. Les options de traitement contre les allergies aux fluides biologiques incluent l'évitement d'une exposition aux fluides à l'aide d'un préservatif ou une désensibilisation.

## Perception et représentations
Les opinions divergent sur cette pratique, certains y voyant un acte de dégradation et d'humiliation, d'autres un acte fondé sur le respect mutuel et le plaisir partagé.
Par ailleurs, certaines personnes apprécient cette pratique alors que d'autres la réprouvent.

### Critiques
La représentation de l'éjaculation faciale sur une femme est l'objet de critiques féministes. Les sociologues Gail Dines, Robert Jensen et Russo font écho à ces sentiments dans le livre Pornography: The Production and Consumption of Inequality. L'ouvrage affirme que « dans la pornographie, éjaculer sur une femme est une méthode principale par laquelle elle est transformée en salope, quelque chose (pas vraiment quelqu'un) dont le but principal, sinon unique, est d'être sexuel avec les hommes. »
Andrea Dworkin, féministe radicale et critique de la pornographie, déclare : 

« c'est une convention de la pornographie que le sperme est sur elle pas en elle. Il marque l'endroit, ce qu'il possède et comment il le possède. L'éjaculation sur elle est une façon de dire (à travers montrant) qu'elle est contaminée par sa saleté, qu'elle est sale. »

Dans une critique du livre de Laurence O'Toole Pornocopia - Porno, sexe, technologie et désir, Padraig McGrath demande rhétoriquement si « les femmes aiment que les hommes éjaculent sur leurs visages. » Il suggère que le rôle d'une telle scène est d'illustrer que « peu importe ce que la femme aime — elle aimera tout ce que l'homme veut qu'elle aime parce qu'elle n'a pas de vie intérieure propre, à son tour parce qu'elle est pas une vraie personne. » McGrath soutient qu'il y a un « aspect de puissance » dans les représentations telles que les injections de sperme. Il suggère que « le thème central [de la pornographie] est le pouvoir… [,] implicitement violent… la haine érotisée. »
La célèbre thérapeute sexuelle américaine Ruth Westheimer pense que l'éjaculation faciale est humiliante et non sensuelle. Elle invite les gens à ne pas envisager le sexe oral comme une étape nécessaire à l'acte sexuel. 
En réponse à une question d'un lecteur, le tout aussi célèbre chroniqueur LGBT américain Dan Savage écrit : « Les éjaculations faciales sont dégradantes et c'est pourquoi elles sont si excitantes. »

## Dans les médias

### Dans le cinéma pornographique
Dans le cinéma pornographique, l'éjaculation faciale fut longtemps assez rare. Elle était peu présente dans les films réalisés durant la première moitié du XXe siècle pour le circuit des maisons closes, et il en allait encore de même dans les productions des années 1970, au temps de « l'âge d'or du cinéma X ».
C'est seulement dans les années 1980 qu'elle s'est de plus en plus répandue, jusqu'à devenir à partir des années 1990 une scène essentielle marquant systématiquement la fin de l'acte sexuel, et ce dans des productions très connues (comme celles de Marc Dorcel en France ou Brazzers et Bang Bros aux États-Unis). 
À l'origine de cette évolution se trouvent les critiques croissantes, à partir de la fin des années 1970, des amateurs de pornographie, lesquels avaient l'impression que les scènes de sexe, bien que non simulées, ne paraissaient pas assez réalistes et ressemblaient trop aux actes sexuels simulés représentés dans Emmanuelle, Histoire d'O et autres films érotiques soft. 
Afin de montrer clairement que les pratiques érotiques étaient réelles et que les acteurs avaient vraiment des rapports sexuels sur le plateau de tournage, les producteurs de films pornographiques ordonnèrent donc aux hardeurs d'éjaculer systématiquement à l'extérieur du corps de leur partenaire, pour que le spectateur voie bien qu'il n'y avait pas de simulation.
Par ailleurs, l'éjaculation « externe », donc visible, est une manière de filmer la jouissance masculine qui ne montre pas le visage du jouisseur et permet à l'amateur de films pornographiques de dépersonnifier le plaisir de l'acteur et peut-être même de se l'approprier.[réf. nécessaire]

### Dans la publicité
En 2011, aux États-Unis, une proposition de publicité pour le lait de soja de la marque Silk (en), dans le cadre d'un concours (mais non retenue ni diffusée officiellement par la société), fait une allusion détournée à l'éjaculation faciale : une jolie jeune femme y reçoit joyeusement une généreuse projection de lait de soja en pleine figure,.
Toujours en 2011, la marque de confiserie Skittles a tourné un spot publicitaire intitulé Newlyweds où l'on voit un couple avoir des relations sexuelles pendant leur nuit de noces et dont la scène finit par une éjaculation faciale de bonbons acidulés sur le visage de la mariée.

### Dans l'art contemporain
Le couple d'artistes Ida Tursic et Wilfried Mille s'est fait connaître notamment en peignant des toiles de grand format représentant des scènes pornographiques. Leurs toiles mettant en scène des éjaculations faciales sont, par exemple :
- Cumshot in Blue[15]
- Swimming-Pool[14], 2005 (200 x 300 cm)